# Landò

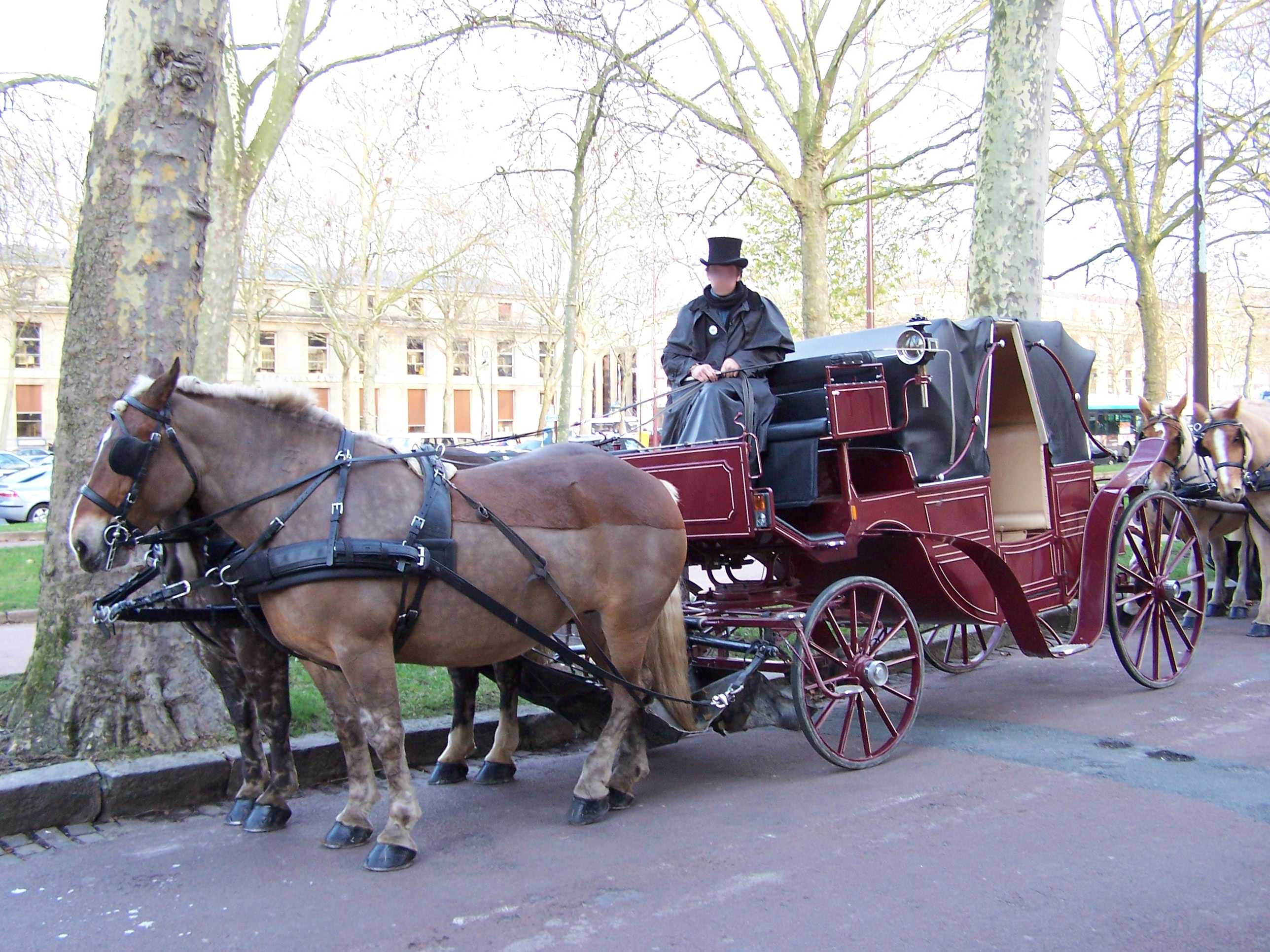
Un Landau a Versailles

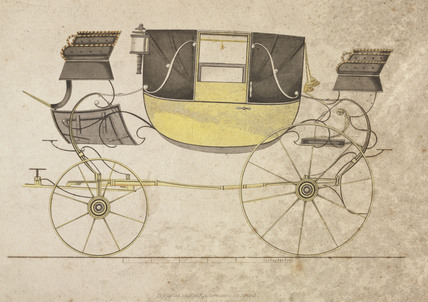
Landò dal 1816

Il landò è un tipo di carrozza a quattro ruote e doppia copertura retraibile a mantice.
Il sedile per il cocchiere è posto, generalmente, davanti e la carrozza viene trainata da 2 o 4 cavalli. La parte destinata ad ospitare i passeggeri era fornita di sedili a panchetta con disposizione "vis à vis".
La denominazione landò è mutuata, con identico significato, dal termine francese landau, a sua volta derivante dalla città tedesca di Landau in Palatinato, nella quale era stata inventata questa tipologia di carrozza, destinata al servizio  pubblico.
Da questa vettura derivò una carrozza di minori dimensioni, denominata piccolo landò o landaulet che, data la sua maggiore agilità e versatilità, presto si diffuse tra le classi agiate. Si tratta in sostanza di un landò privato della copertura e dei posti passeggeri anteriori, la cui denominazione fu poi ampiamente utilizzata anche in campo automobilistico.